# Аббас Абдулла
Аббас Абдулла (настоящие имя и фамилия — Аббас Абдулла оглу Аджалов) (12 мая 1940, с. Болус-Кепенекчи, Грузинская ССР — 4 сентября 2019) — азербайджанский поэт, литературовед, переводчик, критик. Член Союза писателей Азербайджана. Заслуженный работник культуры Азербайджанской ССР (1984).

## Биография
В 1963 году окончил Бакинский государственный университет. В 1964—1965 стажировался в отделе шевченковедения Института литературы им. Т. Г. Шевченко АН УССР.
С 1987 — главный редактор литературного журнала «Улдуз» («Звезда»). Автор сборников «Отчий порог» (1970), «Чёрно-белый мир» (1980), «Лицом до рассвета» (1984), «Караван, идущий в вечность» (1987). Во второй и третий из названных сборников вошли циклы стихов «Украинские узоры».
В монографии «Азербайджано-украинские литературные связи» (1982) исследовал взаимоотношения двух литератур за период с 1840 по 1940 год. Опубликовал исследования по азербайджанской шевченкиане и деятельности до революции украинского общества «Просвіта» («Просвещение») в Баку.
Наряду с поэтическим творчеством, прославился и как литературный критик и переводчик. Им были переведены с украинского языка произведения писателей — Т. Шевченко, Л. Украинки, И. Драча, Л. Шаповала и других.
Перевёл на азербайджанский язык поэму Тараса Шевченко «Кавказ» (1973). Посвятил несколько статей изучению наследия Тараса Шевченко и популяризации его сочинений в Азербайджане.
Как переводчик и составитель участвовал в подготовке двух антологий современной украинской поэзии — «Знамя и солнце» (1978), «Мосты», сборника стихов Т. Шевченко «Думы мои, думы мои» и сборника украинской прозы «Золотая пшеница» (все — 1979). В его переводе вышли « Наталка Полтавка» И. Котляревского, сборника «Русалка» Леси Украинки, «Жажда» М. Рыльского, «Протуберанцы сердца» и «Стихи и поэмы» И. Драча.
На украинский язык отдельные произведения А. Абдуллы перевели М. Мирошниченко, П. Мовчан, Д. Павлычко, П. Перебейнос и др.
В 1984 году удостоен украинской республиканской литературной премии им. Максима Рыльского.
Скончался 4 сентября 2019 года. По словам близких, Аббас Абдулла страдал от длительной болезни. Поэта похоронили на кладбище в посёлке Мардакян, рядом с супругой.

## Награды
- Заслуженный работник культуры Азербайджанской ССР (1984).
- Почётный знак «За заслуги в развитии культуры и искусства» (28 ноября 2013 года, Межпарламентская ассамблея СНГ) — за значительный вклад в формирование и развитие общего культурного пространства государств — участников Содружества Независимых Государств, реализацию идей сотрудничества в сфере культуры и искусства[4].

## Избранные публикации
- Литературное сотрудничество между Азербайджаном и Украиной.
- Армянские вопросы или же «Вор кричит, перепугает правдивого до смерти».